# Pasożytnictwo

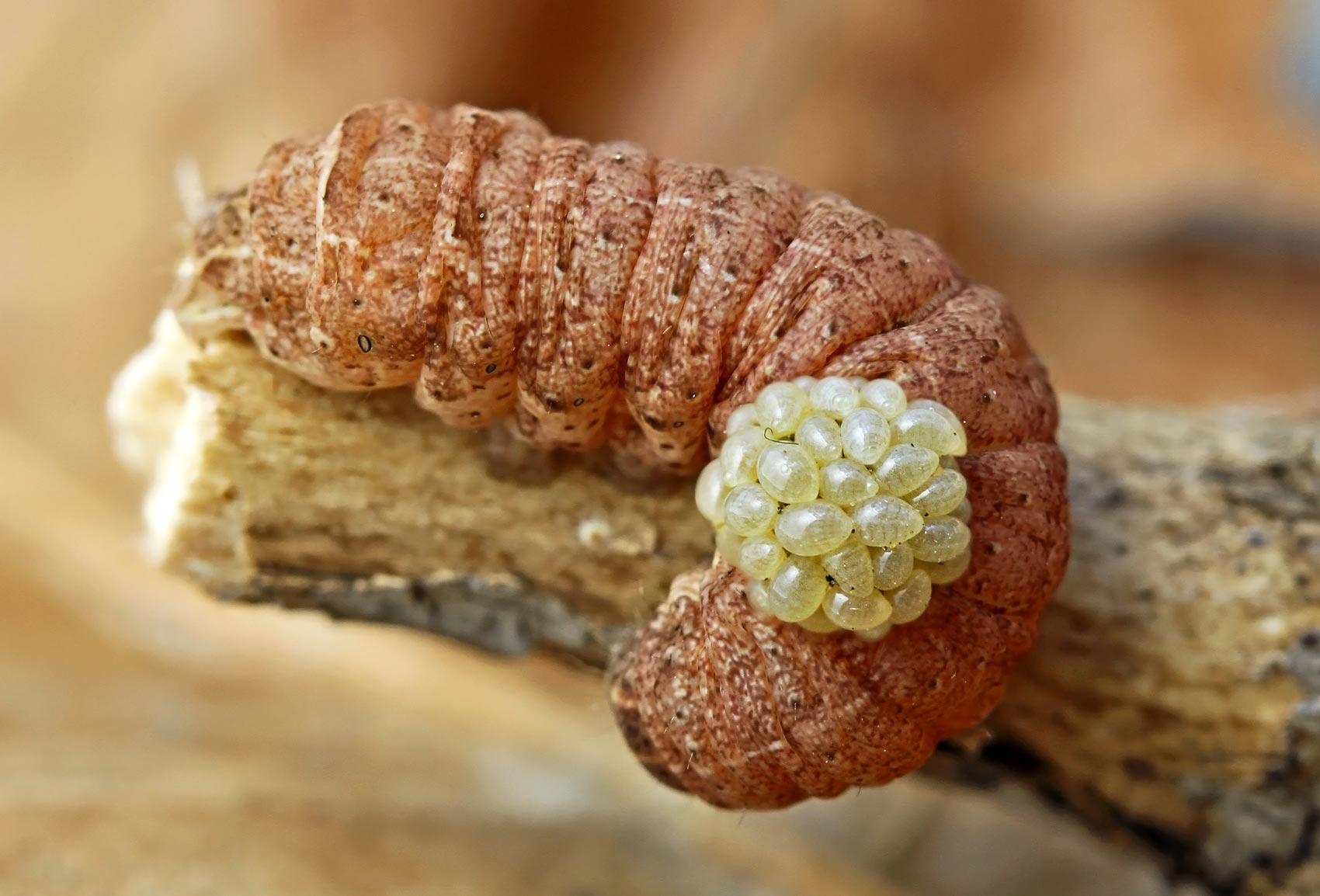
Larwy błonkówek (Euplectrus sp.) na gąsienicy sówki

Pasożytnictwo, parazytyzm – forma antagonistycznego współżycia dwóch organizmów, z których jeden czerpie korzyści ze współżycia, a drugi ponosi szkody. Termin ten stosowany jest w biologii – w odniesieniu do dwóch organizmów różnych gatunków – oraz w socjologii, gdzie pasożytnictwem nazywany jest próżniaczy tryb życia osoby zdolnej do pracy. Zbliżonymi do pasożytnictwa formami – spotykanymi w biologii rozwoju – są szczególne taktyki rozrodcze prowadzone przez parazytoidy, pasożyty lęgowe oraz niektóre gatunki tzw. pasożytów płciowych (np. matronicowate).
Pasożyty stanowią ważny element każdego ekosystemu. Są przyczyną wielu chorób zwierząt (w tym człowieka) i roślin. Nauka zajmująca się badaniem pasożytnictwa to parazytologia.

## Definicje pasożytnictwa

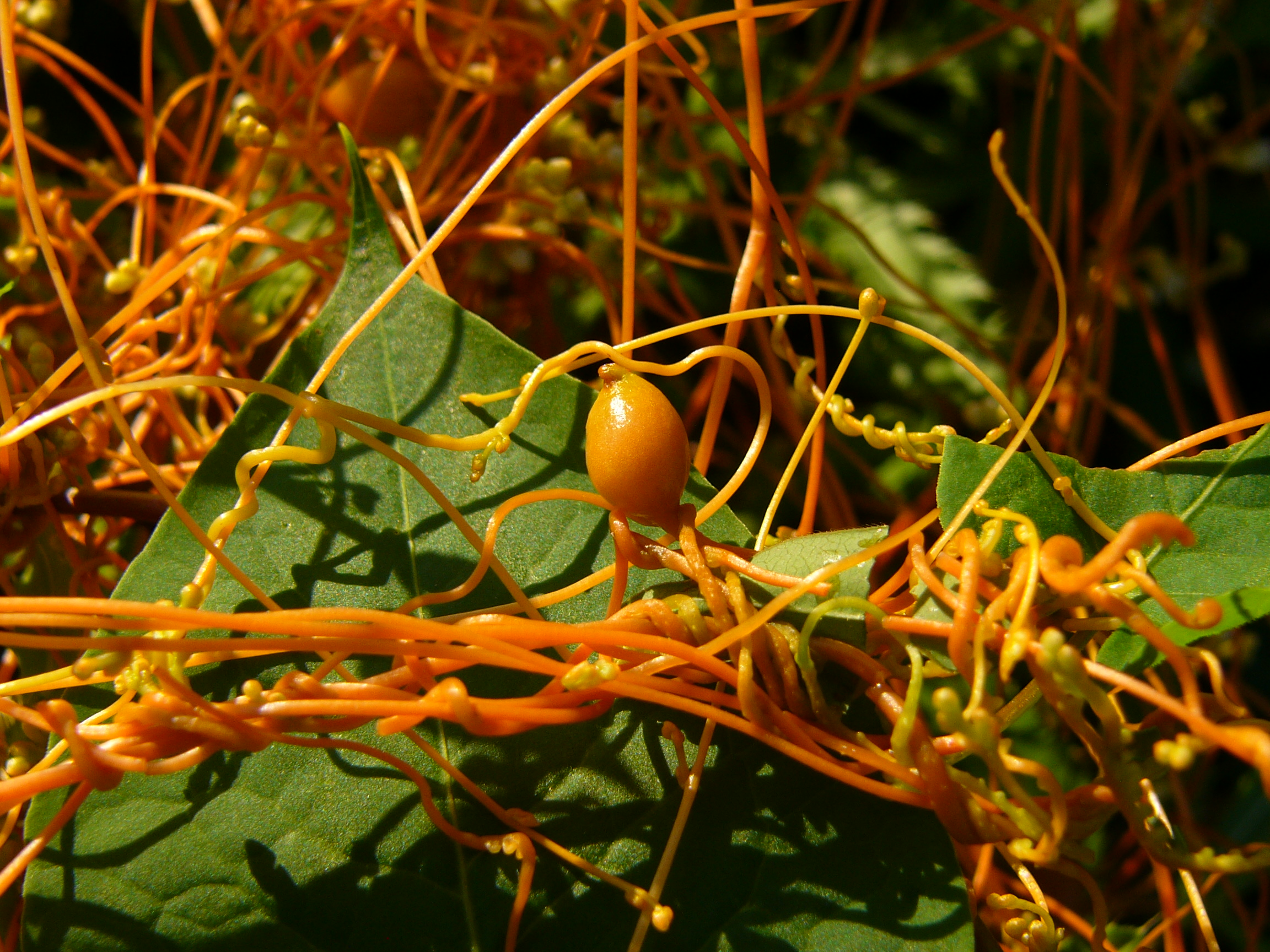
Pasożytnicza roślina – Cuscuta sp.

Pierwsze potwierdzone użycie słowa parasite (pasożyt) w języku angielskim, w roku 1539, wywodzone jest od parasitus – terminu zlatynizowanego z greckiego παράσιτος (parasitos) „spożywający przy stole innego”. Termin parazytyzm, w języku angielskim obecny od 1611 roku (parasitism), pochodzi od greckich słów παρά (para) + σιτισμός (sitismos) „żywienie”, „tuczenie”.
Powstało wiele definicji pasożytnictwa. Pierwsza – określająca pasożytnictwo, jako formę zdobywania pokarmu bez zabijania ofiary – pojawiła się w 1852 roku i obejmowała tylko organizmy zwierzęce. Współczesne definicje tej formy współżycia organizmów nadal pozostają dyskusyjne.
Pasożytnictwo w znaczeniu biologicznym uznawane jest za szczególny rodzaj drapieżnictwa – symbiozę antagonistyczną. Jest szeroko rozpowszechnionym sposobem życia występującym często u organizmów cudzożywnych (heterotroficznych). Formy pasożytnicze są spotykane niemal w każdym typie zwierząt. U autotrofów pasożytnictwo jest rzadko spotykane (→ rośliny pasożytnicze).
Osobnik, który czerpie korzyści z pasożytnictwa nazywany jest pasożytem, a ten, który ponosi szkody żywicielem, a czasami gospodarzem. Pasożyt – zazwyczaj organizm cudzożywny – wchodzi, stale lub czasowo, we wzajemne oddziaływania metaboliczne z ciałem gospodarza i wykorzystuje go jako środowisko życia i źródło pokarmu – odżywia się jego pokarmem lub tkanką, zazwyczaj wykazując zdolność do pogodzenia zdobywania substancji pokarmowych z możliwie długą egzystencją żywiciela. Pasożytnictwo przynosi bezpośrednią korzyść jedynie pasożytowi; żywicielowi związek ten przynosi wyłącznie szkody (straty substancji odżywczych, destrukcja tkanek, zatrucie produktami przemiany materii pasożyta itp.). Pasożyt może doprowadzić organizm żywiciela do wyniszczenia, a nawet śmierci.
Im układ pasożyt-żywiciel trwa dłużej, tym jest bardziej stabilny. Znane są przypadki przejść między pasożytnictwem a innymi formami współżycia organizmów, np. komensalizmem.

## Rodzaje pasożytnictwa

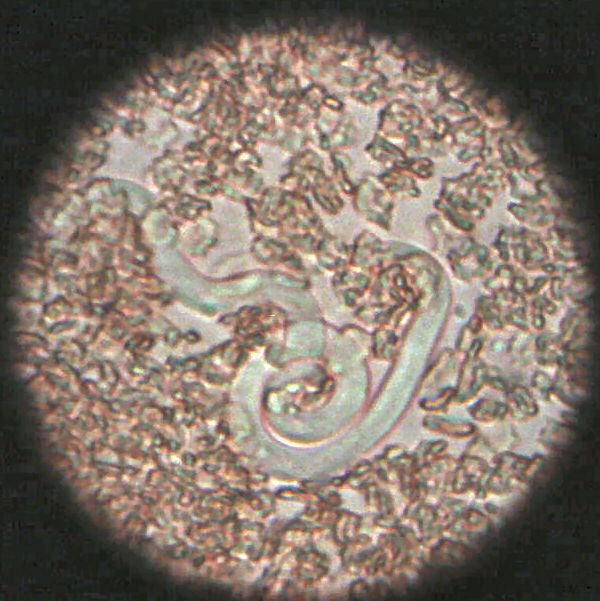
Dirofilaria immitis – pasożyt wewnętrzny ssaków

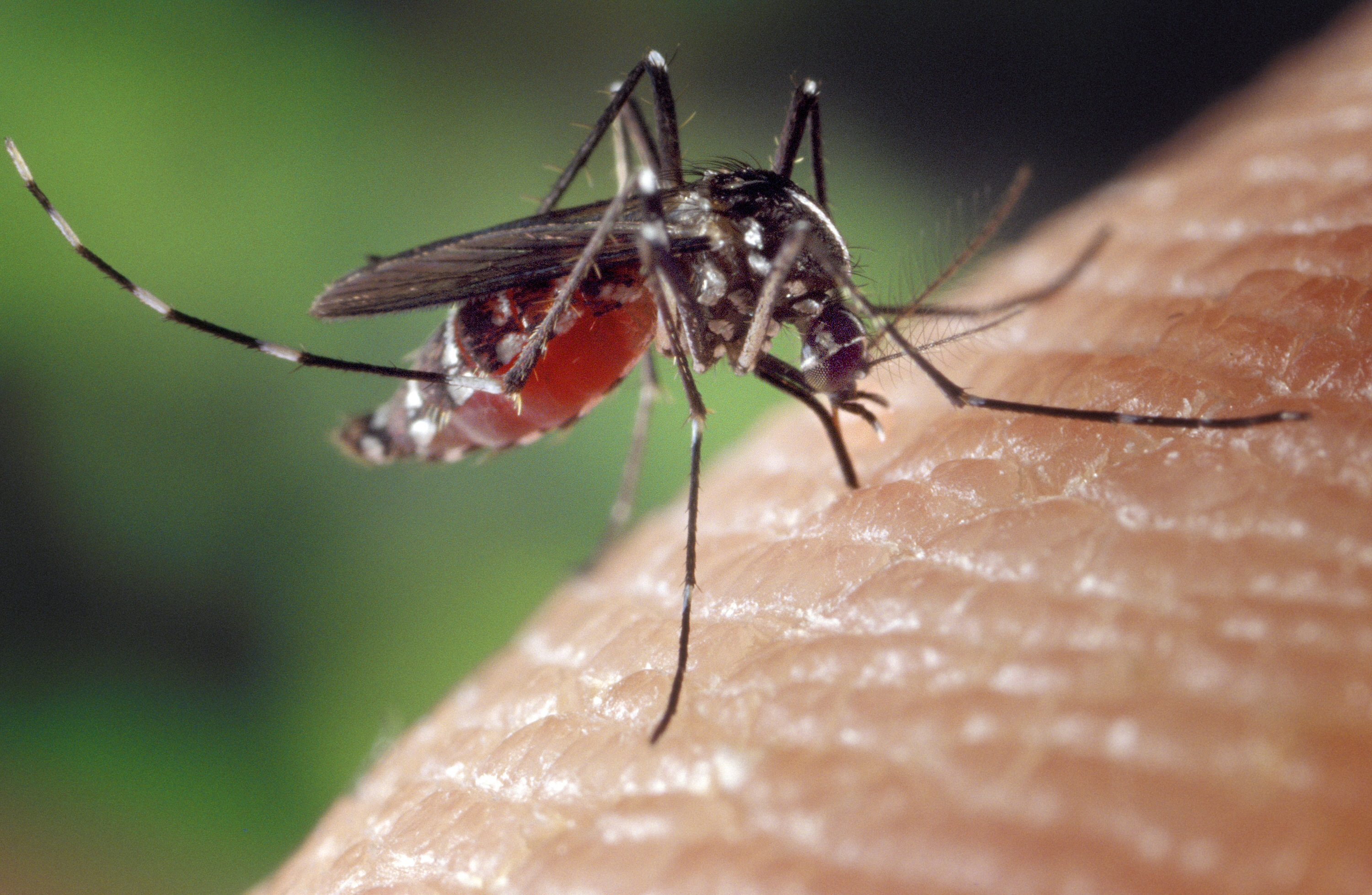
Komar tygrysi na ludzkiej skórze

Ze względu na przestrzenne relacje pomiędzy gospodarzem a pasożytem wyróżnia się:
- pasożytnictwo zewnętrzne – pasożyt (zwany ektopasożytem, ectoparasita[8] lub zewnętrzniakiem[9]) pozostaje przyczepiony do zewnętrznej powierzchni ciała gospodarza lub przebywa w jamach komunikujących się ze środowiskiem zewnętrznym (np. jama gębowa, jamy skrzelowe), nie tracąc kontaktu ze środowiskiem zewnętrznym (np. pchły, pijawki, kleszcze, kanianka).
- pasożytnictwo wewnętrzne – pasożyt (zwany endopasożytem, endoparasita[8] lub wnętrzniakiem[9]) przebywa całkowicie wewnątrz ciała gospodarza, między- lub wewnątrztkankowo (np. tasiemiec, zarodziec zimnicy), a nawet wnika do komórek (pasożyt wewnątrzkomórkowy). W razie śmierci żywiciela ginie także pasożyt. Z tego powodu pasożyty starają się pozostawiać swego żywiciela przy życiu, np. w organizmie ludzkim może żerować tylko jeden tasiemiec. W niektórych przypadkach (np. owsiki) pasożyt nie jest jednak tak dobrze przystosowany do funkcjonowania w ciele żywiciela. Większa liczba osobników przyczynia się do rozwoju owsicy. Jeżeli żywiciel umrze, wówczas giną również pasożyty, które tracą dostęp do pokarmu.

Czas trwania relacji antagonistycznej pomiędzy pasożytem a jego żywicielem stanowi kryterium podziału na pasożytnictwo stałe i czasowe, przejściowe (pasożyt wykorzystuje żywiciela tylko okresowo – w określonym stadium rozwojowym, np. motylica wątrobowa, gzy, lub na czas pobierania pokarmu). Pasożyty stałe to holoparasita, a przejściowe – hemiparasita.
Stopień uzależnienia pasożyta od żywiciela wyznacza podział na:
- pasożytnictwo obligatoryjne (bezwarunkowe) – niezbędne dla życia pasożyta, np. glista ludzka,
- pasożytnictwo fakultatywne (przygodne) – niekonieczne dla życia pasożyta, potencjalny pasożyt może czasowo rozwijać się w wolnej postaci, bez żywiciela, pasożytuje np. tylko w czasie pobierania pokarmu (komary, kleszcze).

Swoistym rodzajem pasożytnictwa jest roślinożerność (np. owady minujące, których larwy żywią się tkanką roślin).
Organizmy pasożytujące na innych pasożytach nazywane są hiperpasożytami lub nadpasożytami.
Superpasożytami wśród zwierząt nazywane są starsze larwy jednego gatunku pasożyta – bytujące w ciele jednego żywiciela i pochodzące z kolejnych zniosów jaj – które zjadają larwy później wylęgłe.
W znaczeniu etologicznym wyróżniane jest pasożytnictwo pracy, w którym pasożyt wykorzystuje efekty działań innych osobników (żywicieli lub gospodarzy), przeważnie innego gatunku. Niektórzy autorzy zaliczają do tej formy pasożytnictwo lęgowe (określane jako pasożytnictwo pracy lęgowe), pasożytnictwo pracy społeczne oraz pasożytnictwo pracy gniazdowe.

## Przystosowania organizmów do pasożytnictwa
Żywicielami lub gospodarzami pasożytów są organizmy innych gatunków. Każdy rodzaj pasożytnictwa wymaga przystosowania się pasożyta do odmiennego środowiska życia lub specyficznych cech gospodarza.
Pasożyty zewnętrzne wykształciły mechanizmy przyczepiania się do ciała żywiciela.
Wysoki stopień przystosowania jest szczególnie widoczny u pasożytów wewnętrznych. Są to często zwierzęta o znacznie uproszczonej budowie: brak narządów ruchu, zanikający przewód pokarmowy, odporność na działanie enzymów trawiennych u pasożytów jelitowych, czy odporne na działanie układu odpornościowego żywiciela antygeny powierzchniowe u pasożytów krwi. Funkcje chłonne jelita przejęła u nich powierzchnia ciała. Trudności związane z zamknięciem cyklu życiowego (przegęszczenie wewnątrz ciała żywiciela, konieczność jego opuszczenia) rekompensuje duża rozrodczość i wykorzystanie żywiciela pośredniego.
Wiele gatunków pasożytów wykazuje różne formy specjalizacji pokarmowej (np. hematofagi). W zależności od kręgu żywicieli wyróżnia się pasożyty:
- monokseniczne – wykorzystują tylko jeden gatunek,
- stenokseniczne – dwa lub kilka spokrewnionych gatunków,
- oligokseniczne – kilka niespokrewnionych gatunków żywicieli.

Niektóre pasożyty mogą wywoływać zmiany zachowania swoich żywicieli (poprzez zmiany hormonalne), a nawet zmianę ekspresji genów.